# Tennistoernooi van Rosmalen 2013
Het tennistoernooi van Rosmalen van 2013 werd van 16 tot en met 22 juni 2013 gespeeld op de grasbanen van het Autotron Expodome in de Nederlandse plaats Rosmalen, onderdeel van de gemeente 's-Hertogenbosch. De officiële naam van het toernooi was Topshelf Open.
Het toernooi bestond uit twee delen:
- WTA-toernooi van Rosmalen 2013, het toernooi voor de vrouwen
- ATP-toernooi van Rosmalen 2013, het toernooi voor de mannen

ATP-toernooi van Rosmalen – WTA-toernooi van Rosmalen

1996 · 1997 · 1998 · 1999 · 2000 · 2001 · 2002 · 2003 · 2004 · 2005 · 2006 · 2007 · 2008 · 2009 · 2010 · 2011 · 2012 · 2013 · 2014 · 2015 · 2016 · 2017 · 2018 · 2019 · 2020-2021 · 2022 · 2023 · 2024